# Desafio das Américas de Ciclismo
O Desafio das Américas de Ciclismo é uma competição ciclística profissional de estrada por etapas disputada anualmente durante o mês de outubro em São Carlos, São Paulo, Brasil. A competição existe desde 2013 para a categoria elite masculino, sendo composta por 3 etapas disputadas em São Carlos e Águas de Lindóia, no interior paulista.
A prova foi criada em 2013 com o intuito de preencher a lacuna criada no calendário nacional de ciclismo com a mudança da data da Volta Ciclística de São Paulo, que, inicialmente, seria realizada em outubro de 2013, mas foi transferida para fevereiro de 2014. A primeira edição da prova foi disputada em 3 etapas: uma etapa de 14 quilômetros de montanha em Águas de Lindóia, um contra-relógio individual de 32 quilômetros em Água Vermelha e uma etapa de 144 quilômetros em São Carlos, no mesmo circuito no qual o Campeonato Brasileiro de Ciclismo de Estrada de 2013 foi disputado.
Atualmente, o Desafio das Américas de Ciclismo recebe no calendário nacional da CBC a categoria 2, das provas por etapa nacionais, sendo portanto uma das provas que mais distribui pontos para o ranking nacional, estando atrás somente das provas por etapas internacionais e do Campeonato Brasileiro de Ciclismo de Estrada.

## Vencedores
| Ano  | Vencedor      | Segundo lugar       | Terceiro lugar    |
| ---- | ------------- | ------------------- | ----------------- |
| 2013 | Pedro Nicácio | João Marcelo Gaspar | William Chiarello |

## Etapas e Demais Classificações

### Vitórias de etapa
3 ciclistas alcançaram vitórias de etapa entre as 3 realizadas na única edição da prova:
| Nome                | Vitórias |
| ------------------- | -------- |
| João Marcelo Gaspar | 1        |
| Pedro Nicácio       | 1        |
| Maurício Knapp      | 1        |

| Ano  | Vencedor            |
| ---- | ------------------- |
| 2013 | João Marcelo Gaspar |

| Ano  | Vencedor                                  |
| ---- | ----------------------------------------- |
| 2013 | Funvic Brasilinvest - São José dos Campos |